# Albula/Alvra
Albula/Alvra (německy Albula, rétorománsky Alvra) je obec ve švýcarském kantonu Graubünden, okresu Albula. Nachází se převážně v údolí řeky Albula, asi 22 kilometrů jihovýchodně od kantonálního hlavního města Churu a 24 kilometrů jihozápadně od Davosu. Žije zde přibližně 1 300 obyvatel.
Obec vznikla 1. ledna 2015 sloučením dříve samostatných obcí Alvaneu, Alvaschein, Brienz/Brinzauls, Mon, Stierva, Surava a Tiefencastel.

## Geografie

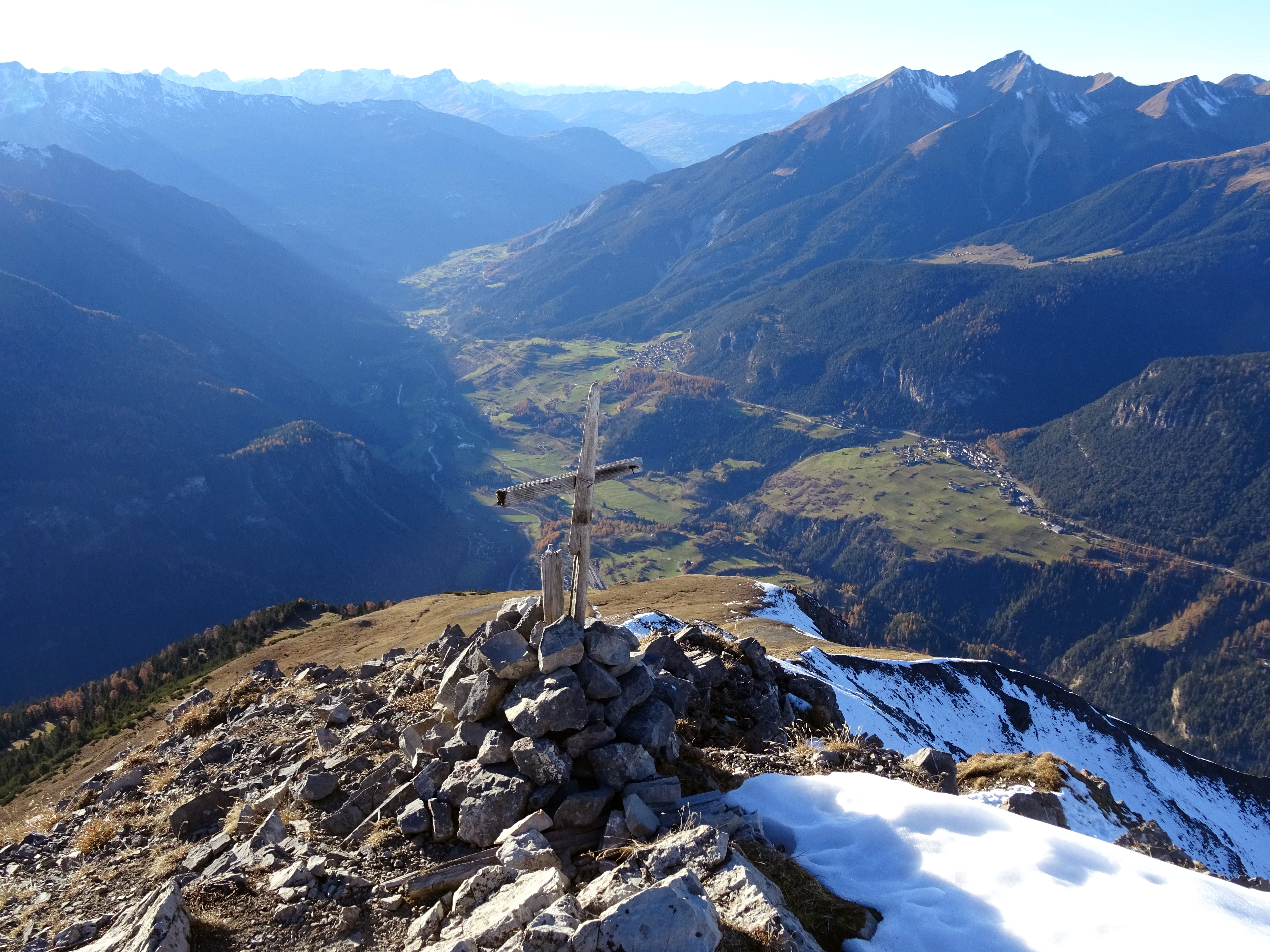
Údolí Albula se stejnojmennou obcí

Obec leží v údolí řeky Albula. S výjimkou obcí Mon a Stierva leží na dně údolí u kantonální silnice, která vede ze soutěsky Schin do Alvascheinu a z Alvaneu do Bergünu a Davosu. Mon a Stierva leží na severovýchodním svahu hory Piz Curver. U Tiefencastelu se řeka Julia vlévá do řeky Albula.
Nejnižší bod obce se nachází v soutěsce řeky Albula u osady Solis ve výšce 824 metrů, nejvyšší nadmořská výška je 200 m severozápadně od Piz Mitgel ve výšce 3098 metrů.
Sousedními obcemi jsou Arosa, Bergün Filisur, Lantsch/Lenz, Schmitten, Surses, Thusis a Vaz/Obervaz.

## Správní členění
Albula/Alvra vznikla 1. ledna 2015 sloučením dříve samostatných obcí Alvaneu, Alvaschein, Brienz/Brinzauls, Mon, Stierva, Surava a Tiefencastel. Sedm obcí schválilo dohodu o fúzi 28. února 2014.
Nová obec má přibližně 1300 obyvatel. Správní centrum je v Tiefencastelu.
| Název            | Rozloha [km²] | Počet obyvatel 31. 12. 2013 |
| ---------------- | ------------- | --------------------------- |
| Alvaneu          | 35,63         | 403                         |
| Alvaschein       | 4,08          | 142                         |
| Brienz/Brinzauls | 13,37         | 128                         |
| Mon              | 8,46          | 90                          |
| Stierva          | 10,56         | 134                         |
| Surava           | 6,68          | 196                         |
| Tiefencastel     | 14,85         | 254                         |
| Celkem           | 93,63         | 1347                        |

## Obyvatelstvo
| Rok            | 2010  | 2011  | 2012  | 2013  | 2014  | 2015  | 2016  |
| Počet obyvatel | 1 363 | 1 346 | 1 369 | 1 347 | 1 322 | 1 331 | 1 331 |

### Jazyky
Při posledním sčítání lidu v roce 2000 uvedlo 64 % obyvatel tehdejších sedmi samostatných obcí jako svůj hlavní jazyk němčinu, 30 % pak rétorománštinu. Původně obyvatelé všech sedmi obcí mluvili rétorománským dialektem surmiran. V průběhu 20. století se stejně jako ve všech rétorománsky mluvících oblastech prosadila němčina a ve větší či menší míře vytlačila rétorománštinu. V obcích Alvaneu a Surava proběhla germanizace již na počátku 20. století a z velké části vytlačila rétorománštinu. V ostatních vesnicích však rétorománština zůstala primárním jazykem. Podíl rétorománsky mluvících obyvatel v obcích se však značně liší. Podle sčítání lidu z roku 2000 byl v Suravě podíl rétorománštiny 11 %, v Alvaneu pak 17 %, zatímco ve Stiervě a Monu mluví rétorománsky 66 % a 52 % obyvatel.
V obci tak jsou němčina a rétorománština rovnocennými úředními jazyky.

### Národnostní složení
Z 1331 obyvatel na konci roku 2015 bylo 184 (13,8 %) cizích státních příslušníků.

## Doprava

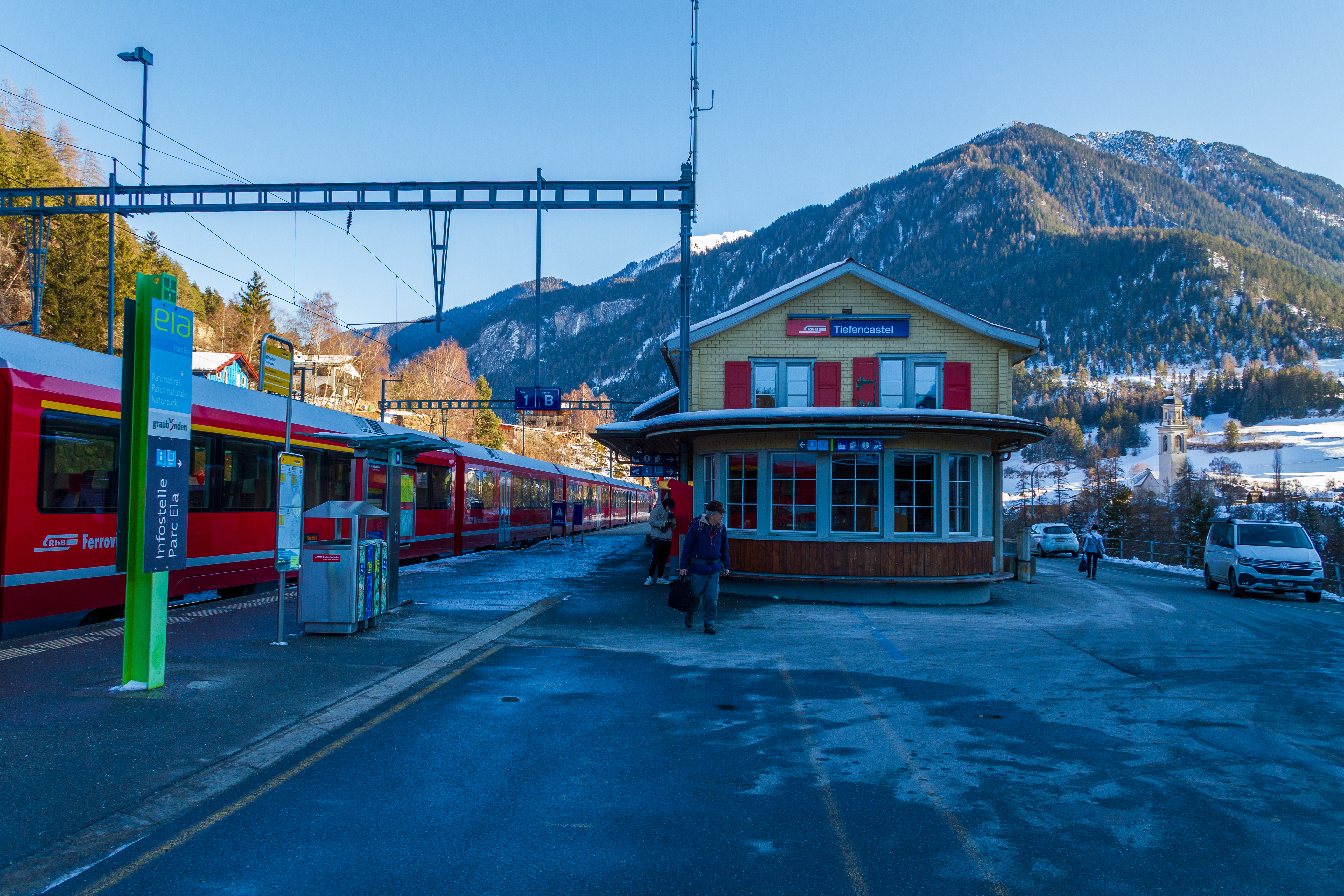
Železniční stanice Tiefencastel

Obec leží na Albulské dráze, postavené mezi lety 1898–1904 a vedoucí z Thusis do Svatého Mořice. Její stanice se nachází v místních částech Tiefencastel, Surava a Alvaneu. Trať provozuje Rhétská dráha.
Silniční spojení obstarává kantonální hlavní silnice č. 3, vedoucí z Churu přes Lenzerheide a Tiefencastel do Engadinu.